# Église Saint-Nicolas de Šumnik
Pour les articles homonymes, voir Église Saint-Nicolas.
L'église Saint-Nicolas de Šumnik (en serbe cyrillique : Црква Светог Николе у Шумнику ; en serbe latin : Crkva Svetog Nikole u Šumniku) est une église orthodoxe serbe située au hameau de Šumnik, dans le district de Raška et dans la municipalité de Raška en Serbie. Elle est inscrite sur la liste des monuments culturels de grande importance de la république de Serbie (identifiant no SK 395).
L'église est située près de la forteresse de Brvenik.

## Présentation
L'église a été vraisemblablement édifiée à la fin du XIIIe siècle ou au début du XIVe siècle ; les fouilles archéologiques y confirment l'existence d'une vie cultuelle aux XIVe et XVe siècles. Sur le plan architectural, elle présente des ressemblances avec l'église Saint-Nicolas de Baljevac située à proximité.
De dimension modeste, elle est construite en pierre. Elle est constituée d'une nef unique prolongée par une abside demi-circulaire, tandis que les parties de la proscomidie et du diakonikon s'inscrivent dans des niches creusées dans l'épaisseur de la paroi. Les façades ont été couvertes de plâtre ; elles sont rythmées par des arcatures. L'intérieur a été couvert de fresques, dont beaucoup sont en mauvais état ; l'une des plus intéressantes d'entre elles est une représentation de la Dormition de la Mère de Dieu.
Des fouilles et des travaux de restauration ont été effectués dans les années 1980.